# ЛМ-47
ЛМ-47 — радянський чотиривісний трамвай, що випускався Ленінградським вагоноремонтним заводом в 1948 — 1949 роках.

## Історія створення
Під час блокади Ленінграда у роки Великої вітчизняної війни значна кількість вагонів ЛМ-33 і ЛП-33 була зруйнована настільки, що доцільніше було будувати на рамах зруйнованих трамваїв нові суцільнометалеві вагони.
Випуск був налагоджений на Ленінградському вагоноремонтному заводі. Вагон отримав назву ЛМ-47 (Ленінградський моторний проекту 1947 року), а його причіпна модифікація — ЛП-47 (Ленінградський причепний проекту 1947 року). За велику масу, округлу форму та верхню частину кузова, забарвлену в колір слонової кістки, вагони отримали в народі прізвисько «слони».
Випускалися ЛМ-47 та ЛП-47 в 1948 — 1949 роках.

## Експлуатація
Поїзди ЛМ-47 — ЛП-47 працювали в Ленінграді з 1948 року по 1974 рік.
До кінця 1990-х років зберігалося кілька вантажних вагонів, але всі вони, крім двох, були порізані.

## Збережені екземпляри
До наших днів в музеї електричного транспорту в Санкт-Петербурзі збереглося три екземпляри ЛМ-47: пасажирський вагон №3521 (на ходу), вагон №3543, що використовувався як пісковоз (очікує на реставрацію) та вантажний вагон з краном №С-3802 (очікує на реставрацію). Також на ходу перебуває пасажирський вагон ЛП-47 №3584.
Трамвай ЛМ-47 можна побачити в кінофільмі «Старики-розбійники».

## Світлини

### Галерея

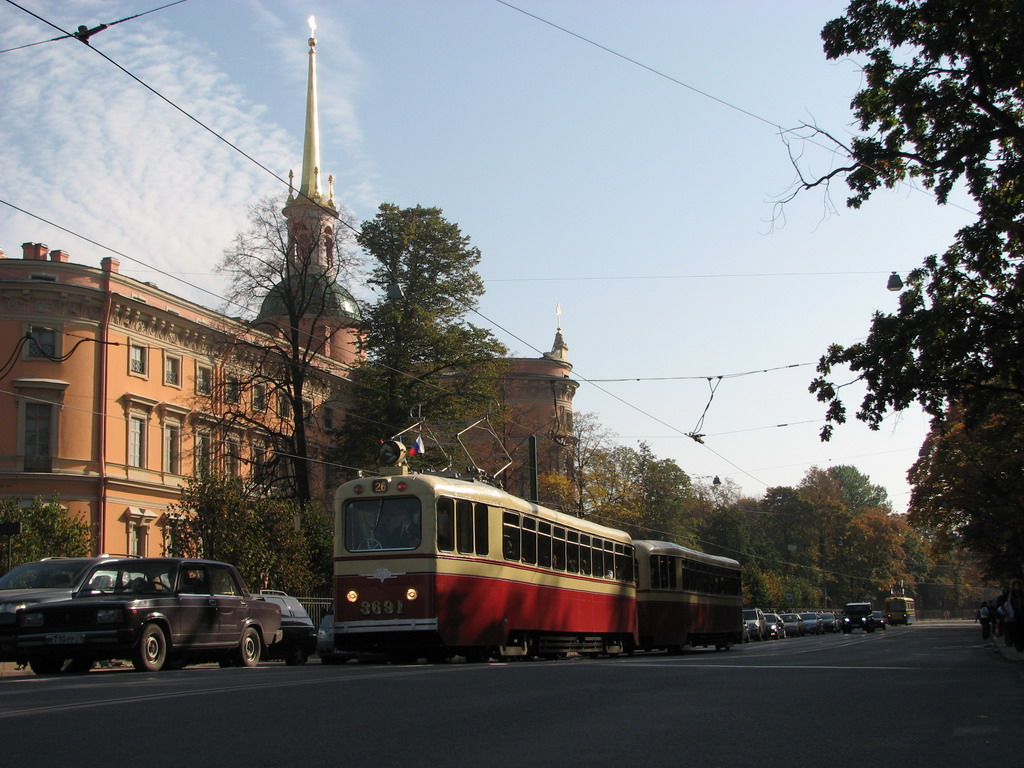
ЛМ-47 Вигляд спереду
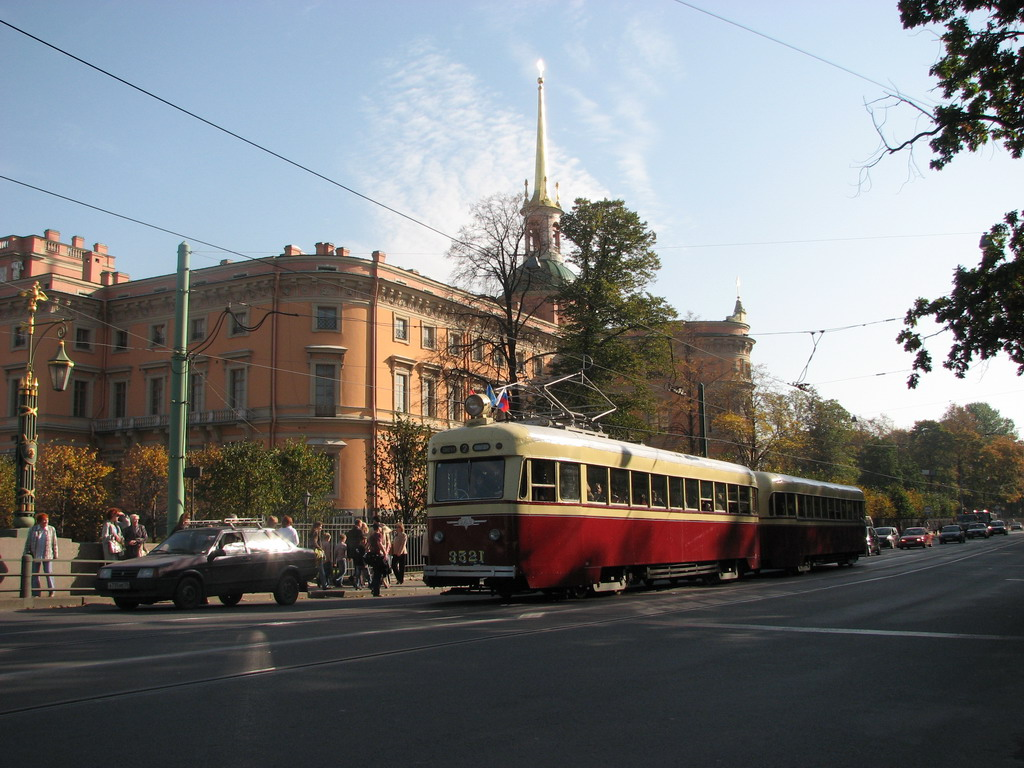
ЛМ-47 Вигляд спереду
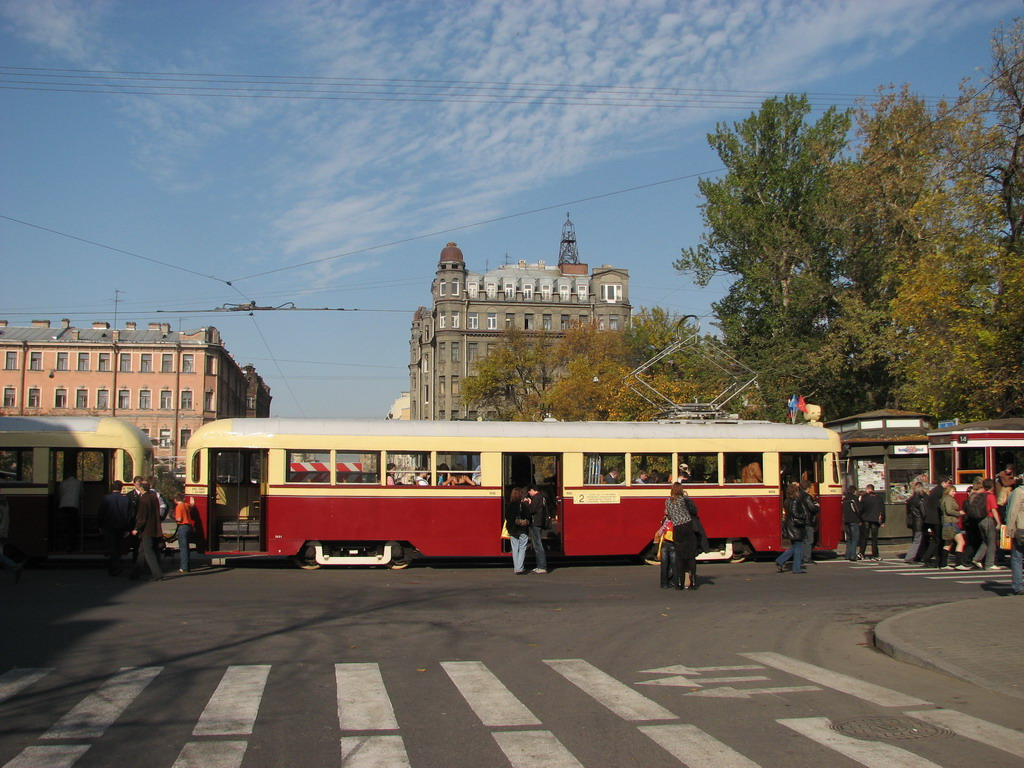
ЛМ-47 Вигляд збоку
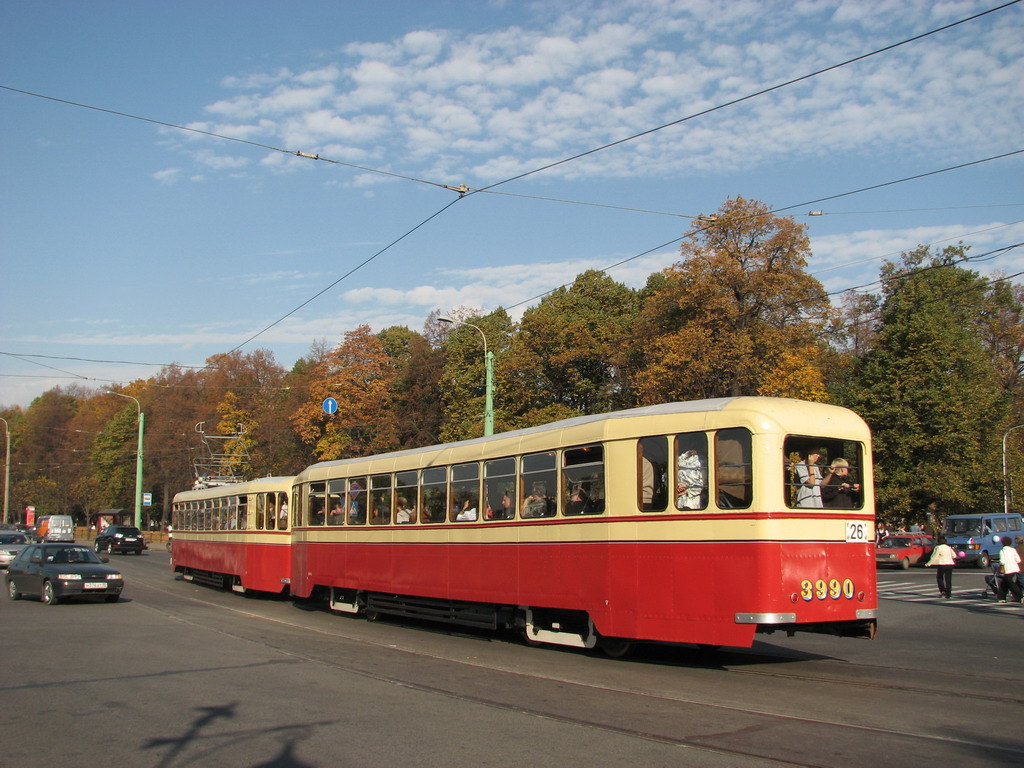
ЛМ-47 Вигляд ззаду